# بیلوشیتسه (ناحیه کولین)
بیلوشیتسه (به چکی: Bělušice) یک منطقهٔ مسکونی در جمهوری چک است که در ناحیه کولین واقع شده‌است.